# Freno

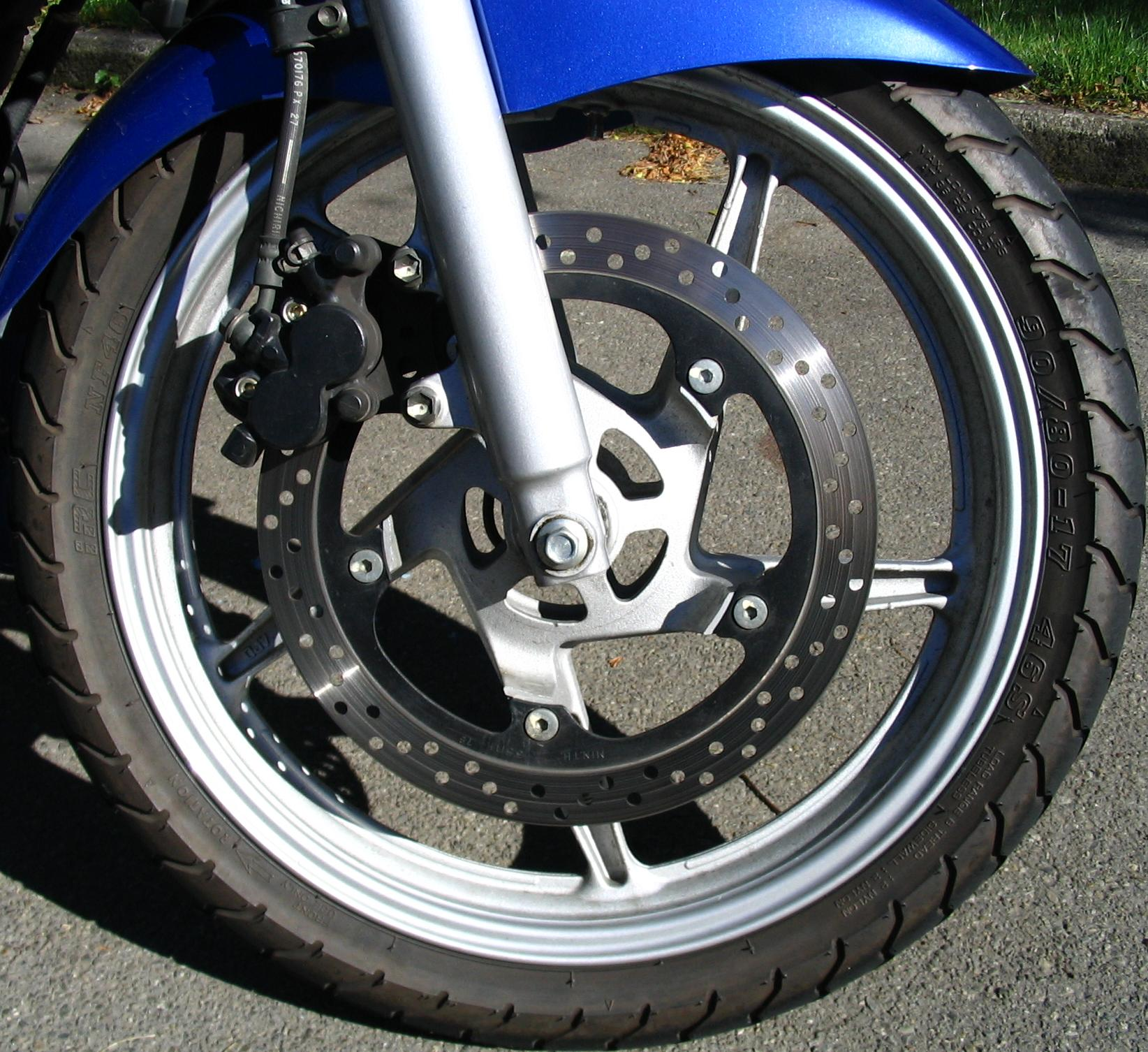
Freno de disco de una motocicleta.

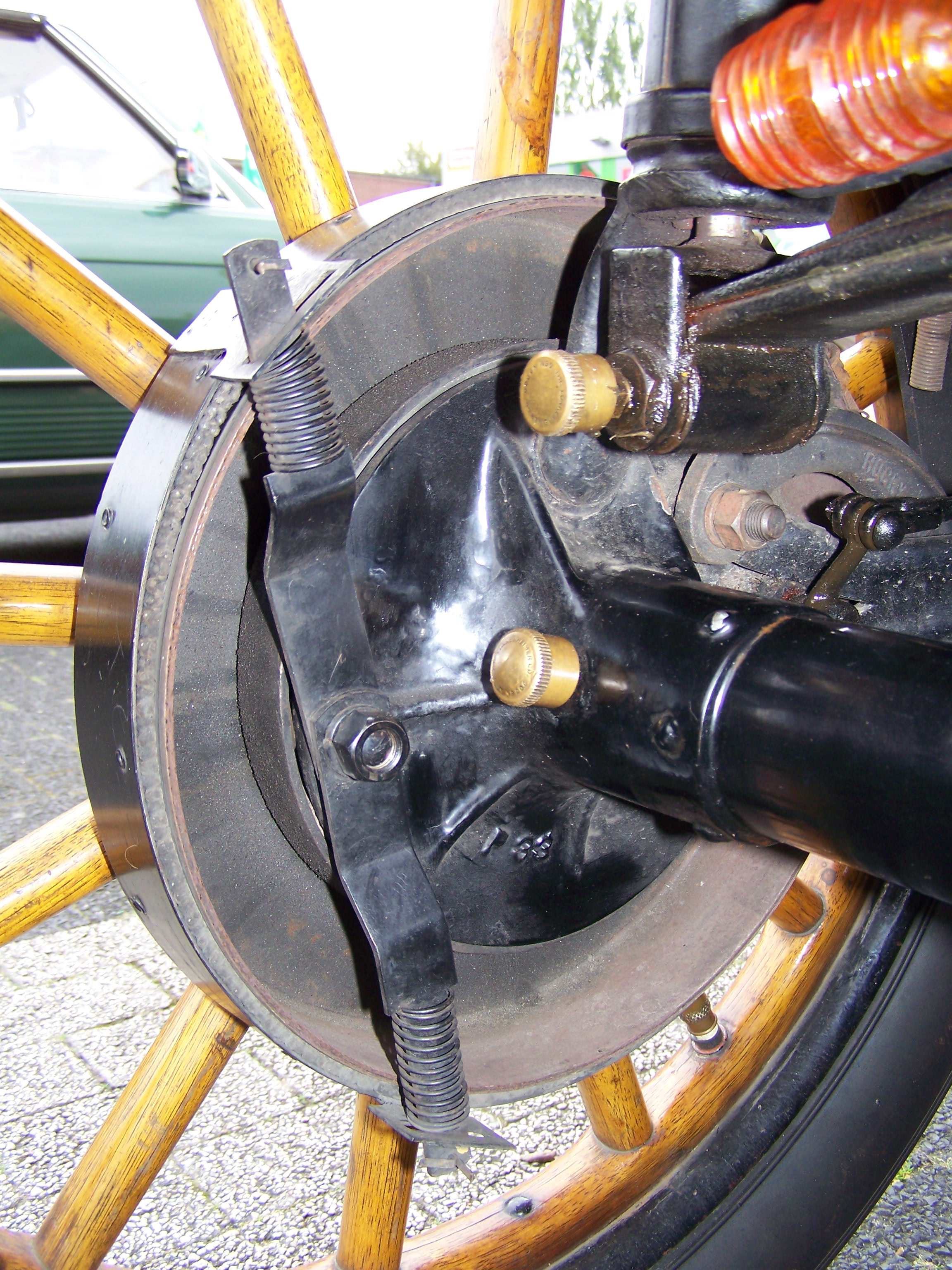
Freno de cinta de un Ford T.

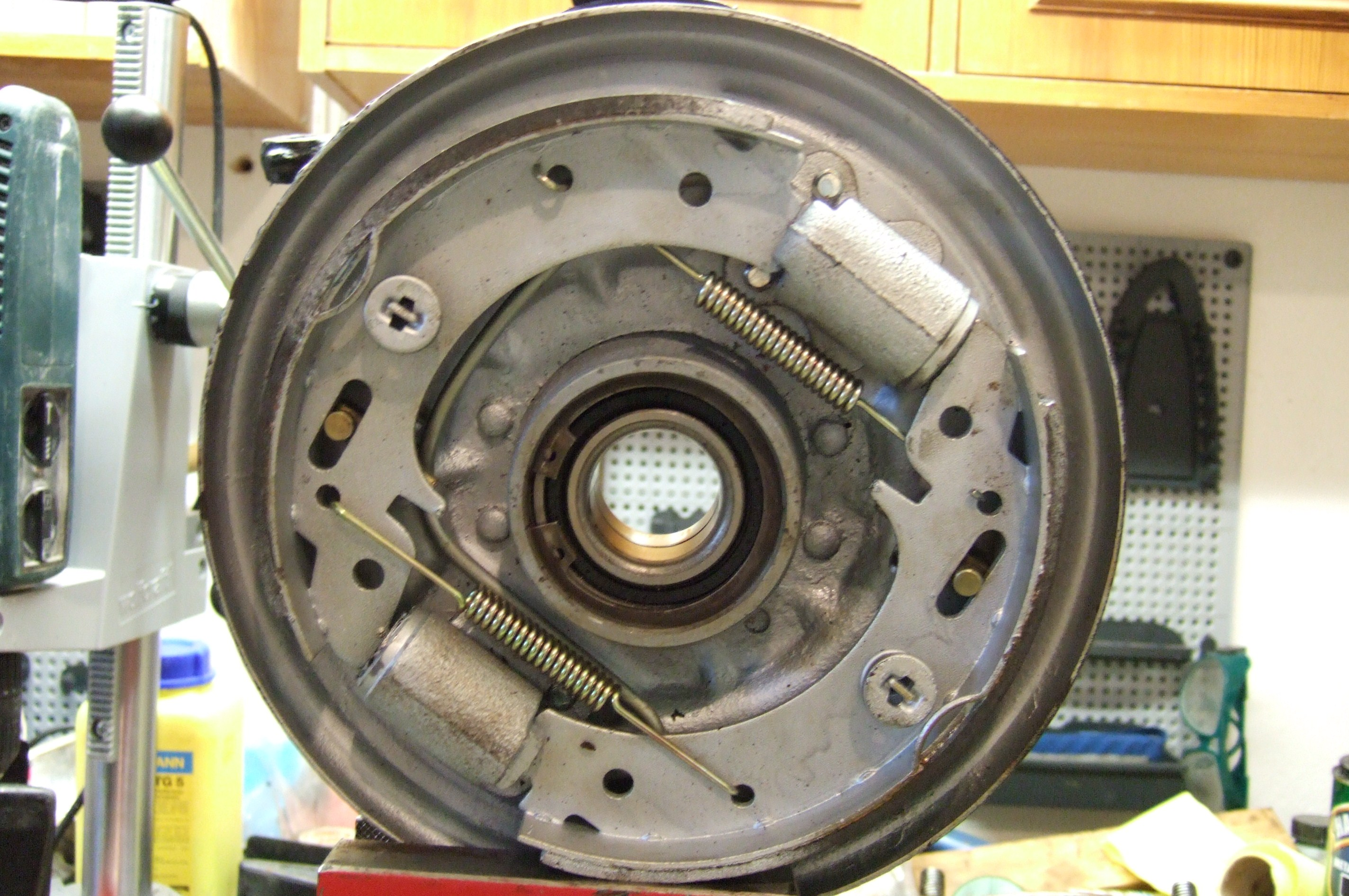
Mecanismo interior de un freno de tambor.

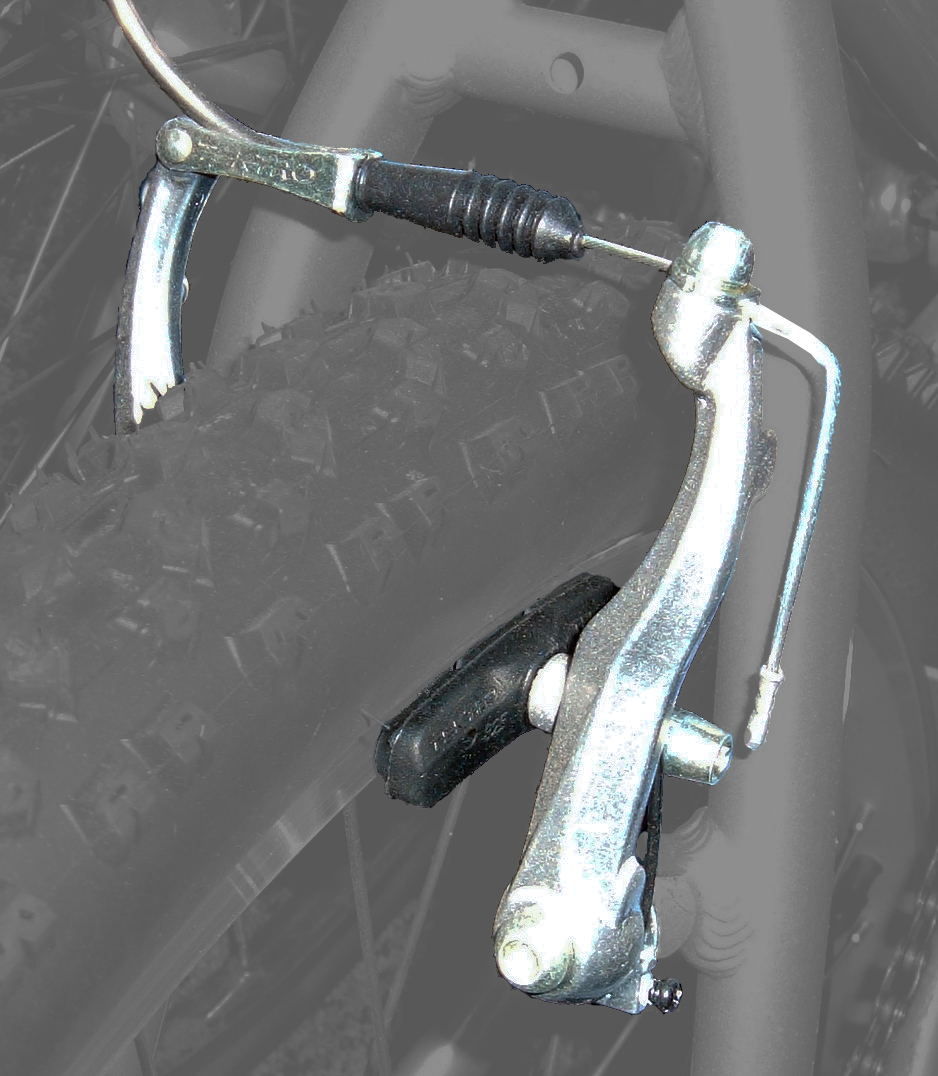
Freno de llanta de bicicleta.

Un freno es un dispositivo utilizado para detener o disminuir la velocidad de algún vehículo, generalmente, un eje, eje de transmisión o tambor. Los frenos son transformadores de energía, por lo cual pueden ser entendidos como una máquina per se, ya que transforman la energía cinética de un cuerpo en calor o trabajo y por tanto pueden visualizarse como “extractores“ de energía. A pesar de que los frenos son también máquinas, generalmente se les encuentra en la literatura del diseño como un "elemento de máquina" y en literaturas de teoría de control pueden encontrarse como "actuadores".

## Usos
Es utilizado por numerosos tipos de máquinas. Su aplicación es especialmente importante en los vehículos, como automóviles, trenes, aviones, motocicletas o bicicleta para mayor funcionamiento, seguridad, entre otros.

## Tipos de frenos

### Frenos de fricción
Los frenos de fricción están diseñados para actuar mediante fuerzas de fricción, siendo este el medio por el cual se transforma en calor la energía cinética del cuerpo a desacelerar. Siempre constan de un cuerpo fijo sobre el cual se presiona un cuerpo a desacelerar. Son muy utilizados en los vehículos.
- Freno de cinta o de banda: Utilizan una banda flexible. Las mordazas o zapatas se aplican para ejercer tensión sobre un cilindro o tambor giratorio que se encuentra solidario al eje que se pretenda controlar. La banda al ejercer presión, ejerce la fricción con la cual se disipa en calor la energía cinética del cuerpo a regular.
- Freno de disco: Un freno de disco es un dispositivo cuya función es detener o reducir la velocidad de rotación de una rueda. Hecho normalmente de acero, está unido a la rueda o al eje.
- Freno de tambor: El freno de tambor es un tipo de freno en el que la fricción se causa por un par de zapatas o pastillas que presionan contra la superficie interior de un tambor giratorio, el cual está conectado al eje o la rueda.
- Freno de llanta: Utilizan como cuerpo móvil la llanta de una rueda. Son muy utilizados en bicicletas y existen varios tipos.

## Otros tipos de frenos
Según el tipo de accionamiento
- Freno neumático
- Frenos mecánicos. Es accionado por la aplicación de una fuerza que es transmitida mecánicamente, por palancas, cables u otros mecanismos a los diversos puntos del frenado. Se utiliza únicamente para pequeñas potencias de frenado y suele requerir frecuentes ajustes para igualar su acción sobre las ruedas.
- Frenos hidráulicos
- Freno de estacionamiento
- Freno eléctrico. Hay dos tipos: freno regenerativo y freno reostático. Cuando utiliza los sistemas de tracción eléctrica se denomina freno dinámico.

Dispositivos especiales
- Frenos ABS (Antilock Brake System)
- Freno Prony
- Freno motor
- Freno de inercia